# Сытино (Московская область)
Сытино — деревня в Можайском районе Московской области в составе сельского поселения Дровнинское. Численность постоянного населения по Всероссийской переписи 2010 года — 49 человек. До 2006 года Сытино входило в состав Дровнинского сельского округа.
Деревня расположена на западе района, примерно в 9 км к северо-западу от Уваровки, на левом берегу реки Лусянка, высота центра над уровнем моря 247 м. Ближайшие населённые пункты — Лусось на юго-западе, Плешаково на северо-западе, Аниканово и Шваново — на северо-востоке.